# 拳剛
拳剛（けんご、1989年9月2日 - ）は、日本のプロレスラー。本名：西村 賢吾（にしむら けんご）。

## 経歴
2009年6月27日、MAKEHEN新木場1stRING大会で西村賢吾として対内田祥一戦でデビュー。12月13日、MAKEHENが解散。
2012年12月、所属していたヒールユニット「アパッチ・デモリッション」とアパッチプロレス軍の抗争の末にアパッチプロレス軍所属選手全員の契約書を取り出して「事実上、我々デモリッションがアパッチプロレス軍を乗っ取った」と発言。これに激怒したアパッチプロレス軍は出場停止処分を下したが、これはストーリー上の設定で実際には他団体との契約が決まり、アパッチプロレス軍には参戦出来なくなるため、急遽作り上げたストーリー展開だった。12月23日、ダイヤモンド・リングでヒールユニット「VOODOO-MURDERS」に加入してリングネームを拳剛に改名。
2016年9月2日、新宿FACEで開催されたTARU20周年記念興行「悪そうなヤツは、だいたい友達」で行われたフジタ"Jr"ハヤトとのシングルマッチに敗れる。試合終了後にフジタからヒールユニット「BAD BOY」への加入を誘われるとTARUが登場してVOODOO-MURDERSを離脱させられたことでBAD BOYに加入。10月1日からBAD BOYが活動している、みちのくプロレスにレギュラー参戦していた。
2018年7月1日、みちのくプロレスに入団。
2020年2月29日、みちのくプロレスを退団。

## 得意技
フロッグスプラッシュ
ハイラックス
垂直落下式ブレーンバスター
フィッシャーマンズバスター

## 入場曲
- KENGO

## タイトル歴
- WEWタッグ王座
- UWA世界ジュニアヘビー級王座
- UWA世界タッグ王座
- APEX OF TRIANGLE王座
- 東北タッグ王座
- みちのくふたり旅優勝
- みちのくトリオトーナメント戦優勝
- WAR世界6人タッグ王座
- インターナショナルジュニアヘビー級王座
- 龍魂杯優勝
- 板橋タッグ王座
- KING OF FREEDOM　WORLD　JUNIOR　HEAVY WEIGHT王座

## ネット番組出演
- Fight for your FREEDOM!（鳥越アズーリFM）（2024年4月5日）